# Diego Arenhoevel
Diego Arenhoevel (ursprünglich Heinrich Arenhoevel) (* 6. März 1930 in Vechta; † 12. August 1983 in Walberberg) war ein deutscher Theologe und Gewerkschafter. Er gehörte zur Gruppe der deutschen Übersetzer des Altentestamentes der Jerusalemer Bibel sowie der Einheitsübersetzung.

## Leben
Bei seinem Eintritt in den Dominikanerorden 1946 nahm Arenhoevel den Ordensnamen Diego an. Nach dem Noviziat im damaligen Dominikanerkloster in Warburg und den ersten Studienjahren an der damaligen Ordenshochschule der Dominikaner in Walberberg legte er dort am 3. November 1950 seine Ordensgelübde ab. Am 23. Februar 1956 wurde er zum Priester geweiht. Er wurde am 5. Juli 1963 an der Theologischen Fakultät Trier mit der Arbeit Die Theokratie nach dem ersten und zweiten Makkabäerbuch im Fach Alttestamentliche Exegese zum Doktor der Theologie promoviert. Nach einer Zeit wissenschaftlicher Arbeit an der École biblique et archéologique française de Jérusalem wirkte er als Dozent für alttestamentliche Theologie an der Ordenshochschule in Walberberg. Daneben war er als Kaplan an der Pfarrkirche St. Walburga im Ort tätig.
Als Magister und Mitglied der Studienleitung in Walberberg trat Arenhoevel 1974 aus dem Orden aus und wurde Referatssekretär, später Referatsleiter für arbeiterbildende Akademien und Schulpolitik beim Bundesvorstand des DGB in der Abteilung "Bildung", später "Gewerkschaftliche Bildung", die dem Geschäftsbereich der stellvertretenden DGB-Vorsitzenden Maria Weber zugeordnet war. Hier beschäftigte er sich u. a. vor dem Hintergrund der katholischen Soziallehre mit Themen der Bildungspolitik, insbesondere für die Einführung der integrierten Gesamtschule und der Ganztagsschule. Von 1980 bis zu seinem frühen Tod war er Schulleiter der DGB-Bundesschule in Hattingen.

## Schriften
- Diego Arenhoevel, Alfons Deissler, Anton Vögtle (Hrsg.): Die Bibel – Die heilige Schrift des Alten und Neuen Bundes, Deutsche Ausgabe mit den Erläuterungen der Jerusalemer Bibel, Herder, Freiburg, 1968, ISBN 3-451-27800-6
- So wurde Bibel. Ein Sachbuch zum Alten Testament, Katholisches Bibelwerk, Stuttgart, 1997 (5. Aufl.) ISBN 3-460-30981-4
- Ur-Geschichte Genesis 1-11, Katholisches Bibelwerk, Stuttgart, 1996. (7. unveränd. Aufl.) ISBN 3-460-05011-X
- Erinnerung an die Väter. Genesis 12-50, Katholisches Bibelwerk, Stuttgart, 1994. ISBN 3-460-05021-7
- Werner Dommershausen und Diego Arenhoevel: Im Schatten des Tempels. Esra / Nehemia – 1 / 2 Makkabäer, Verlag Katholisches Bibelwerk, Stuttgart 1974. ISBN 3-460-05231-7
- Propheten in Israel. Bibeltheologische Betrachtungen zu Jesaja, Deuterojesaja, Jeremia, Hosea und Micha, Paulus, Freiburg (CH) 1994, ISBN 3-722-80349-7
- Die Theokratie nach dem 1. und 2. Makkabäerbuch. Grünewald, Mainz 1967. (Dissertation)